# Testo unico degli impiegati civili dello Stato
il testo unico degli impiegati civili dello Stato (D.P.R. 10 gennaio 1957, n. 3) è un testo unico della Repubblica Italiana riguardante i dipendenti delle amministrazioni civili. Il relativo regolamento di attuazione venne emanato con il D.P.R. 3 maggio 1957, n. 686.

## Contenuto
La norma, disciplina i requisiti per l'accesso al pubblico impiego, nonché lo stato giuridico, la carriera, diritti ed obblighi ed eventuali sanzioni erogabili. Tra le disposizioni, la legge ha previsto, presso la Presidenza del Consiglio dei ministri, un albo dei dipendenti civili statali alla cui tenuta è preposto il "Consiglio Superiore della Pubblica Amministrazione" (previsto dalla stessa norma),  presso il quale sono iscritti tutti i dipendenti all'atto dell'assunzione.
Varie disposizioni sono state modificate da successivi interventi legislativi, ed alcune disapplicate per l'emanazione di norme più recenti, come ad esempio dal d.lgs. 30 marzo 2001, n. 165.

## Struttura
PARTE PRIMA

Stato giuridico
TITOLO I
CLASSIFICAZIONE DELLE CARRIERE ED AMMISSIONE AGLI IMPIEGHI
CAPO I
Classificazione delle carriere
CAPO II
Ammissione agli impieghi
TITOLO II
DOVERI - RESPONSABILITÀ - DIRITTI
CAPO I
Doveri
CAPO II
Responsabilità
CAPO III
Diritti
TITOLO III
RAPPORTI INFORMATIVI ORGANI COMPETENTI A COMPILARLI - GRAVAMI - DOCUMENTI
CAPO I
Rapporto informativo - Organi competenti
CAPO II
Gravami 
CAPO III
Documenti - Ruoli di anzianità
TITOLO IV
COMANDO E COLLOCAMENTO FUORI RUOLO
CAPO I
Comando
CAPO II
Collocamento fuori ruolo
TITOLO V
INCOMPATIBILITÀ E CUMULO DI IMPIEGHI
CAPO I
Incompatibilità
CAPO II
(Cumulo di impieghi)
TITOLO VI
ASPETTATIVA E DISPONIBILITÀ
CAPO I
Aspettativa
CAPO II
Disponibilità
TITOLO VII
DISCIPLINA
CAPO I
Infrazioni e sanzioni disciplinari
CAPO II
Sospensione cautelare e sospensione per effetto di condanna penale
CAPO III
Procedimento disciplinare
SEZIONE I
Procedimento per l'irrogazione della censura
SEZIONE II
Procedimento per l'irrogazione della riduzione dello stipendio, della sospensione dalla qualifica e della destituzione
TITOLO VIII
CESSAZIONE DEL RAPPORTO D'IMPIEGO RIAMMISSIONE IN SERVIZIO
CAPO I
Dimissioni e relativo trattamento
CAPO II
Decadenza dall'impiego
CAPO III
Dispensa dal servizio
CAPO IV
Collocamento a riposo
CAPO V
Riammissione in servizio
TITOLO IX
DISPOSIZIONI SPECIALI PER IL PERSONALE AUSILIARIO
CAPO I
Personale ausiliario
TITOLO X
ORGANI COLLEGIALI DELL'AMMINISTRAZIONE PER IL FUNZIONAMENTO DEI SERVIZI E L'ORDINAMENTO DEL PERSONALE
CAPO I
Consiglio superiore della pubblica amministrazione
CAPO II
Consiglio di amministrazione
CAPO III
Commissione di disciplina
TITOLO XI
FORMAZIONE E PERFEZIONAMENTO DEL PERSONALE
CAPO I
Scuola superiore della pubblica amministrazione
TITOLO XII
ALBO DEI DIPENDENTI CIVILI DELLO STATO
PARTE SECONDA

Ordinamento delle carriere
TITOLO I
CARRIERE DIRETTIVE
CAPO I
Qualifiche ed attribuzioni
CAPO II
Accesso alle carriere direttive
CAPO III
Svolgimento della carriera
TITOLO II
CARRIERE DI CONCETTO
CAPO I
Qualifiche e attribuzioni
CAPO II
Accesso alle carriere
CAPO III
Svolgimento delle carriere
TITOLO III
CARRIERE ESECUTIVE
CAPO I
Qualifiche ed attribuzioni
CAPO II
Accesso alle carriere
CAPO III
Svolgimento delle carriere
TITOLO IV
CARRIERA DEL PERSONALE AUSILIARIO
CAPO I
Qualifiche e mansioni
CAPO II
Accesso alle carriere
CAPO III
Svolgimento delle carriere
TITOLO V
CARRIERE SPECIALI
CAPO I
Ordinamento
CAPO II
Accesso alle carriere direttive
TITOLO VI
PASSAGGIO AD ALTRA AMMINISTRAZIONE O AD ALTRA CARRIERA
CAPO I
Passaggio ad altra amministrazione
CAPO II
Passaggio ad altra carriera
TITOLO VI
DISPOSIZIONI COMUNI ALLE VARIE CARRIERE
CAPO I
Attribuzioni del personale di particolari ruoli
CAPO II
Svolgimento delle carriere
PARTE TERZA

Disposizioni particolari per le varie Amministrazioni
TITOLO I
CARRIERE - STATO GIURIDICO - DISPOSIZIONI TRANSITORIE
CAPO I
Presidenza del Consiglio dei Ministri Alto Commissariato per l'igiene e la sanità Istituto Superiore di Sanità
SEZIONE I
Organi
SEZIONE II
Personale
CAPO II
Ministero degli Affari Esteri
SEZIONE I
Consiglio di amministrazione e Commissione di disciplina
SEZIONE II
Personale delle carriere con ordinamento speciale
SEZIONE III
Disposizioni comuni a tutte le carriere
CAPO III
Ministero dell'interno
SEZIONE I
Personale dell'Amministrazione civile
SEZIONE II
Organi e personale degli archivi di Stato
SEZIONE III
Personale della pubblica sicurezza
SEZIONE IV
Personale dei servizi antincendi
CAPO IV
Ministero delle Finanze
SEZIONE I
Personale dell'amministrazione centrale
SEZIONE II
Personale dell'Amministrazione del catasto e dei servizi tecnici erariali
SEZIONE III
Personale dell'Amministrazione provinciale delle dogane e delle imposte indirette
SEZIONE IV
Personale dei laboratori chimici
SEZIONE V
Personale dell'Amministrazione provinciale delle tasse e delle imposte indirette sugli affari
CAPO V
Ministero del tesoro
SEZIONE I
SEZIONE III
Ispettori per i servizi della direzione generale degli Istituti di previdenza
SEZIONE III
Attuari per i servizi della direzione generale degli istituti diprevidenza
SEZIONE IV
Personale della Ragioneria Generale dello Stato
CAPO VI
Ministero della Pubblica Istruzione
SEZIONE I
Personale ispettivo dell'Amministrazione centrale
SEZIONE II
Personale del Provveditorati agli studi
SEZIONI III
Personale delle soprintendenze alle antichità e belle arti
SEZIONE IV
Personale dell'Istituto centrale del restauro
SEZIONE V
Personale della Calcografia nazionale, dell'Opificio delle pietre dure e del Gabinetto fotografico nazionale
SEZIONE VI
Personale del Gabinetto nazionale delle stampe
SEZIONE VII
Personale dei convitti nazionali
SEZIONE VIII
Personale non insegnante delle scuole e degli Istituti di istruzione media, classica, scientifica magistrale e tecnica
CAPO VII
Ministero dei lavori pubblici
SEZIONE I
Personale dell'Amministrazione centrale
SEZIONE II
Personale delle nuove costruzioni ferroviarie
CAPO VIII
Ministero dell'agricoltura e delle foreste
SEZIONE I
Personale degli istituti di sperimentazione agraria e talassografica
SEZIONE II
Personale dei servizi di ecologia agraria e di difesa delle piante coltivate dalle avversità meteoriche già dell'ufficio centrale di meteorologia ed ecologia agraria
SEZIONE III
Personale proveniente dal Consiglio nazionale delle ricerche
SEZIONE IV
Personale per i servizi statistico-economici di cui alla tabella allegata alla legge 22 febbraio 1951, n. 64
CAPO IX
Ministero dell'industria e commercio
SEZIONE I
Organi e personale delle stazioni sperimentali
SEZIONE II
Personale del corpo delle miniere
SEZIONE III
Personale del servizio metrico
CAPO X
Ministero del lavoro e della previdenza sociale
SEZIONE I
Disposizioni comuni alle varie carriere
SEZIONE II
Personale dell'Ispettorato del lavoro
SEZIONE III
Personale degli uffici del lavoro e della massima occupazione
PARTE QUARTA

Disposizioni speciali per il personale in particolari situazioni
TITOLO I
RUOLI AGGIUNTI
CAPO I
Carriere
TITOLO II
INVALIDI DI GUERRA E DI SERVIZIO - PERSONALE PROVENIENTE DAI SOTTUFFICIALI - PERSONALE IN SERVIZIO AL 23 MARZO 1939
CAPO I
Riserva di posti - Assunzione - Carriera
PARTE QUINTA

Disposizioni transitorie
TITOLO I
STATO GIURIDICO
CAPO I
Disciplina - Esodo volontario
TITOLO II
CARRIERE
CAPO I
Promozioni alle qualifiche intermedie per i posti disponibili sino al 31 dicembre 1959
PARTE SESTA

 Disposizioni finali
TITOLO I
INCARICHI SPECIALI - APPLICABILITÀ - ENTRATA IN VIGORE
Allegato